# اريك كلارك (سياسي)
اريك كلارك (بالإنجليزية: Eric Clarke)‏ هو سياسي بريطاني، ولد في 9 أبريل 1933. حزبياً، نشط في حزب العمال. في الانتخابات العامة في المملكة المتحدة 1992 ‏، انتخب عضو البرلمان الحادي والخمسون للمملكة المتحدة عن دائرة ميدلوذيان خلال فترته النيابية ‏ (9 أبريل 1992 – 8 أبريل 1997) وفي الانتخابات العامة في المملكة المتحدة 1997 ‏، انتخب عضو البرلمان الثاني والخمسون للمملكة المتحدة عن دائرة ميدلوذيان وقد انضم خلال فترته النيابية ‏ (1 مايو 1997 – 14 مايو 2001) للكتلة البرلمانية حزب العمال.